# СВ-98
СВ-98 (рус. Снайперская Винтовка Модель 1998) је модерна руска снајперска пушка калибра 7.62x54Р, конструисана под вођством инжињера Владимира Стронског, а производи је фабрика оружја из Ижевска.
Функционише као пушка репетирка са обртночепним затварачем, што јој обезбеђује високу прецизност и поузданост у свим временским условима. Уведена је 2003. у наоружање руских специјалних јединица као замена за Снајперску пушку Драгунов.

## Верзије
- СВ-98- основна верзија, калибра 7.62x54Р
- СВ-98М- верзија са преклопним кундаком, направљена за падобранске снаге
- СВ-338"- верзија у калибру .338 Lapua Magnum, доступна и преклопна верзија СВ-338М за падобранце
- КО-13 «Рекорд»"- верзија за цивилно тржиште

## Земље кориснице
- Русија
- Јерменија

## Снајпери исте категорије
- Сако ТРГ
- Accuracy International AWM
- PGM 338
- ОРСИС Т-5000
- Застава М07
- Пушка Бор
- KNT-308